# Oecanthus macer
Oecanthus macer är en insektsart som beskrevs av Karsch 1893. Oecanthus macer ingår i släktet Oecanthus och familjen syrsor. Inga underarter finns listade i Catalogue of Life.